# 305
305 (CCCV) je bilo navadno leto, ki se je po julijanskem koledarju začelo na ponedeljek.

## Dogodki
- Konstancij Klor in Galerij nasledita Dioklecijana.